# Alien Song

Alien Song est un court métrage d'animation en images de synthèse américain créé par Victor Navone, sorti en 1999. 

## Synopsis
Blit Wizbok, un extraterrestre vert avec un seul œil, interprète I Will Survive jusqu'à ce qu'une boule à facettes s'écrase sur sa tête.

## Fiche technique
- Titre : Alien Song
- Réalisation : Victor Navone
- Musique : I Will Survive de Dino Fekaris et Freddie Perren, interprété par Gloria Gaynor
- Pays :  États-Unis
- Langue : anglais
- Format : couleur
- Genre : animation 3D
- Durée : 1 min.
- Date de sortie : 1999

## Production
L'auteur du court métrage, Victor Navone, a appris en autodidacte l'animation 3D durant l'année 1998. À cette époque, les outils de modélisation commencent à devenir accessibles au grand public et permettent l'émergence de nouveaux artistes indépendants. Victor Navone s'initie dans la manipulation de ces logiciels en concevant le personnage de Blit, un alien avec un seul œil et trois doigts à chaque main dans un souci de simplification. Désireux de se perfectionner dans la synchronisation labiale, il commence à réaliser une courte animation avec son personnage sur la musique I Will Survive, interprété par Gloria Gaynor. Malgré sa courte durée, la réalisation de l'animation a nécessité plus de 250 heures de travail, car Victor Navone n'utilisait pas des techniques de capture de mouvement, mais a procédé en reproduisant un par un les différents mouvements qu'il mimait devant un miroir.

## Accueil
Le clip a connu à l'époque un succès important et est devenu rapidement un vidéo virale sur internet. La vidéo a d'abord été mise en ligne par son auteur sur un forum en ligne spécialisé avant de se répandre sur internet ; Youtube ou les réseaux sociaux n'existaient alors pas encore. Mis en avant grâce à l'immense popularité du clip, Victor Navone est contacté par Edwin Catmull, président du studio d'animation Pixar, et est recruté en tant qu'animateur au sein de l'entreprise en 2000. Il travaille par la suite sur plusieurs films importants de la firme comme Monstres et Cie, Le Monde de Nemo et Les Indestructibles.